# Cetineit
Cetineit ist ein sehr selten vorkommendes Mineral aus der Mineralklasse der „Sulfide und Sulfosalze“ mit der idealisierten chemischen Zusammensetzung NaK5Sb14S6O18(H2O)6 oder genauer (K,Na)3+x(Sb2O3)3(SbS3)(OH)x·2,4H2O (mit x ~ 0,5).
Cetineit kristallisiert im hexagonalen Kristallsystem, allerdings sind die Kristalle des natürlichen Cetineits uneinheitlich aufgebaut und ungeordnet. Oft findet man Büschel dunkelgrauer, oranger, violett-brauner bis purpurroter Kristallnadeln mit einer Länge von maximal 3 mm. Je nach Zusammensetzung oder Herstellungsmethode können Kristallstruktur, Form und Farbe der Cetineit-Minerale stark variieren. Meist findet man hexagonale Strukturen.

## Etymologie und Geschichte
Erstmals entdeckt wurde Cetineit 1986 in der Le Cetine Mine bei Chiusdino in der italienischen Provinz Siena. Beschrieben wurde das Mineral 1987 von C. Sabelli und G. Vezzalini, die es nach seiner Typlokalität benannten.

## Klassifikation
In der veralteten 8. Auflage der Mineralsystematik nach Strunz gehörte der Cetineit zur Mineralklasse der „Sulfide und Sulfosalze“ und dort zur Abteilung der „nichtmetallartigen Sulfide“, wo er zusammen mit Kermesit, Ottensit und Sarabauit eine eigenständige Gruppe bildete.
Die seit 2001 gültige und von der International Mineralogical Association (IMA) verwendete 9. Auflage der Strunz’schen Mineralsystematik ordnet den Cetineit ebenfalls in die Klasse der „Sulfide und Sulfosalze (Sulfide, Selenide, Telluride, Arsenide, Antimonide, Bismutide, Sulfarsenite, Sulfantimonite, Sulfbismuthite)“ und dort in die Abteilung der „Oxysulfosalze“ ein. Hier ist das Mineral in der Unterabteilung „A Oxysulfosalze von Alkalien und alkalischen Erden“, wo es zusammen mit Ottensit die Gruppe 2.MA.05 bildet.
Auch die vorwiegend im englischen Sprachraum gebräuchliche Systematik der Minerale nach Dana ordnet den Cetineit in die Klasse der „Sulfide und Sulfosalze“ und dort in die Abteilung der „Sulfidminerale“ ein. Hier ist er ebenfalls zusammen mit Ottensit in der unbenannten Gruppe 02.13.03 innerhalb der Unterabteilung der „Sulfide – einschließlich Seleniden und Telluriden – Oxisulfide“ zu finden.

## Chemismus
Die allgemeine Summenformel von Cetineit lautet:
A6[Sb12O18][SbX3]2 · (6 - mx  y)H2O · x[Bm+(OH)m] · y  Ø, wobei
- A den frei austausbaren Na+-, K+- oder Rb+-Ionen
- B den Na+- oder Sb3+-Ionen
- X den S2− oder Se2−-Ionen und
- Ø der Anzahl der Leerstellen im Kristallgitter entspricht.

## Kristallstruktur
Cetineit kristallisiert in der hexagonal-pyramidalen Raumgruppe Pm (Raumgruppen-Nr. 6) mit den Gitterparametern a = 14,23 Å und c = 5,57 Å.
Unter bestimmten Reaktionsbedingungen bilden sich Cetineit-Kristalle als poröse Nanoteilchen:
- Hexagonale Struktur aus photohalbleitenden Röhren mit einem Durchmesser von ca. 7 Å, die längs des Kristalls verlaufen.
- Innerhalb dieser photohalbleitenden Wirtsstruktur von Röhren sind „Gäste“ eingelagert, also Kationen wie Na+ oder K+, sowie Wassermoleküle.
- Von ihrer Fähigkeit her, Ionen auszutauschen und Wasser aufzunehmen/abzugeben, sind die Cetineite den Zeolithen sehr ähnlich mit dem Unterschied, dass Zeolithe Ionenleiter sind, Cetineite aber Elektronenleiter.

Ohne Templates entstehen thermodynamisch stabilere Cetineite, die weder porös, noch halbleitend sind und mehr Verwandtschaft mit den natürlichen Cetineiten haben.

## Bildung und Fundorte
Cetineit bildet sich durch Ablagerung von Antimon in silikatreichen Evaporiten. Begleitminerale sind unter anderem Mopungit und Senarmontit.
Als sehr seltenes Mineral konnte Cetineit nur in wenigen Proben nachgewiesen werden. Weltweit sind bisher weniger als 10 Fundorte dokumentiert (Stand 2022). Neben seiner Typlokalität „Le Cetine di Cotorniano Mine“ bei Chiusdino trat das Mineral in Italien in der „Tafone Mine“ und der „Macchia Casella Mine“ bei Manciano sowie in der „Su Suergiu Mine“ bei Villasalto und der „Corti Rosas Mine“ bei Ballao in der Provinz Cagliari auf Sardinien auf.
Weitere Fundorte sind Qinglong (Qianxinan) in der Provinz Guizhou und die Provinz Hunan in China und die Antimongrube Goesdorf im Luxemburger Kanton Wiltz.

## Synthetische Herstellung
Synthetische Cetineite zeigen interessante physikalische und strukturelle Eigenschaften und lassen sich bisher nur unter hohem Aufwand und in kleinen Mengen herstellen.
Dazu wird die Hydrothermalsynthese verwendet. Hierbei werden natürliche Entstehungsbedingungen simuliert, also hohe Temperatur und hoher Druck. Die Cetineite bilden sich dann durch Selbstorganisation in Form einzelner kleiner Nadeln, es müssen jedoch Templates verwendet werden, wenn man bestimmte Kristallformen und Eigenschaften erhalten möchte.

## Verwendung
Die Herstellung und die Eigenschaften von Cetineiten unterschiedlicher Zusammensetzung werden im Augenblick noch erforscht, ihr Einsatz in der Mikroelektronik, Mikrosensorik und Katalyse liegt aber nicht mehr fern.